# Christine Taylor
Christine Taylor-Stiller (født Christine Joan Taylor, 30. juli 1971 i Allentown i Pennsylvania i USA) er en amerikansk skuespillerinde.
Den 13. maj 2000 giftede hun sig med skuespilleren og filminstruktøren Ben Stiller som hun mødte under indspilningen af Heat Vision and Jack.[kilde mangler] Siden dette har Taylor medvirket sammen med Stiller i flere film som Zoolander og Dodgeball: A True Underdog Story. De har en datter og en søn sammen.

## Filmografi
- Tropic Thunder (2008)
- License to Wed (2007)
- Kabluey (2007)
- Dedication (2007)
- Room 6 (2006)
- The First Year's a Bitch (2004)
- Dodgeball: A True Underdog Story (2004)
- Zoolander (2001)
- Kiss Toledo Goodbye (1999)
- Desperate But Not Serious (1999)
- Overnight Delivery (1998)
- The Wedding Singer (1998)
- Denial (1998)
- Campfire Tales (1997)
- Cat Swallows Parakeet and Speaks! (1996)
- A Very Brady Sequel (1996)
- The Craft (1996)
- The Brady Bunch Movie (1995)
- Breaking Free (1995)
- Night of the Demons 2 (1994)
- Showdown (1993)
- Calendar Girl (1993)